# O Pereiro de Aguiar

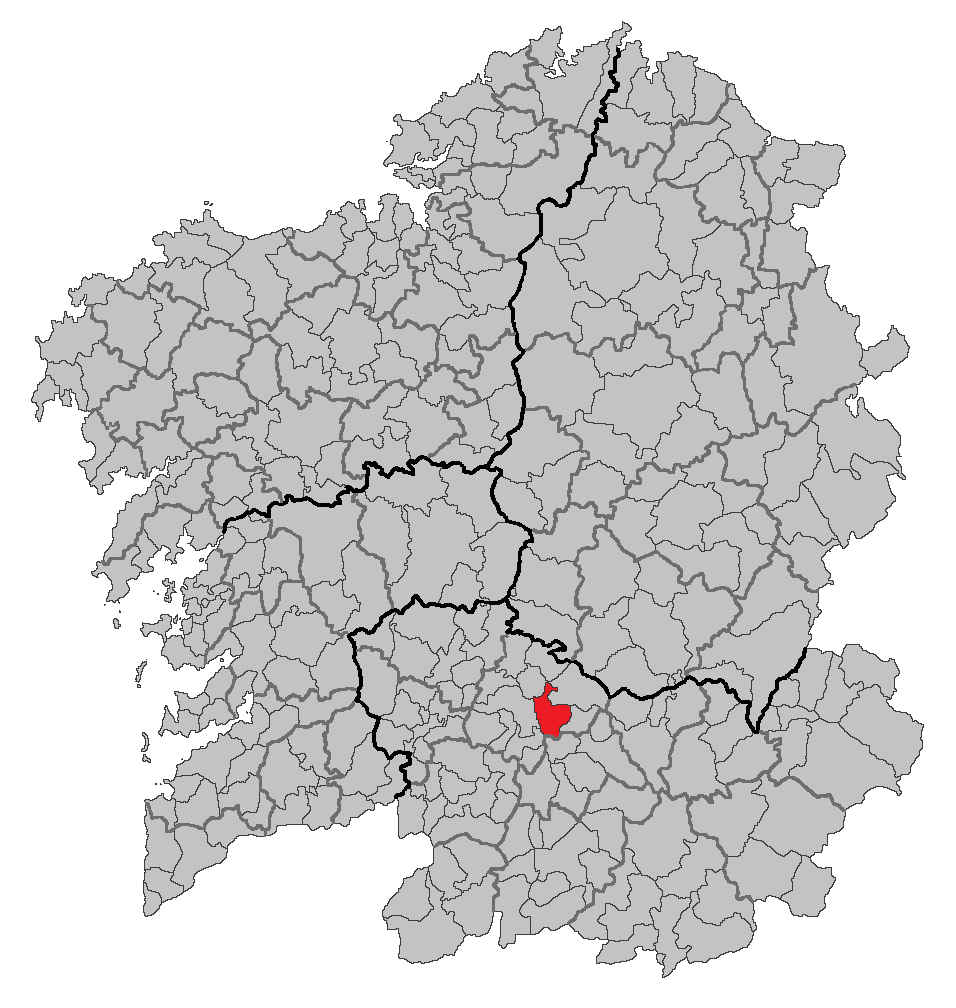
Situation in Ourense in Galicia

O Pereiro de Aguiar là một đô thị trong tỉnh Ourense, thuộc vùng Galicia ở tây bắc Tây Ban Nha.